# Бубнівська сільська рада (Гайсинський район)
| Бубнівська сільська рада — колишній орган місцевого самоврядування у Гайсинському районі Вінницької області з адміністративним центром у с. Бубнівка. Сільській раді були підпорядковані населені пункти: - с. Бубнівка - с. Дмитренки - с. Новоселівка |

## Склад ради
Рада складалася з 16 депутатів та голови.

## Керівний склад сільської ради
| ПІБ                            | Основні відомості                                                                      | Дата обрання | Дата звільнення |
| ------------------------------ | -------------------------------------------------------------------------------------- | ------------ | --------------- |
| Швець Олександр Іванович       | Сільський голова, 1953 року народження, освіта, безпартійний                           | 26.03.2006   | 31.10.2010      |
| Краєвський Валентин Васильович | Сільський голова, 1969 року народження, освіта вища, член Комуністичної партії України | 31.10.2010   |                 |

Примітка: таблиця складена за даними джерела

## Історія
На 1 жовтня 1959 площа 3290 га, населення 2363 чоловік, 4 сільських населених пункта.